# Herbert B. Maw

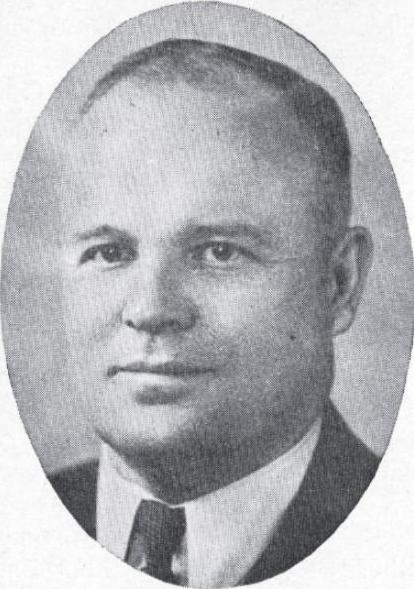
Herbert B. Maw

Herbert Brown Maw (* 11. März 1893 in Ogden, Utah-Territorium; † 17. November 1990) war ein US-amerikanischer Politiker (Demokratische Partei), der von 1941 bis 1949 Gouverneur des Bundesstaates Utah war.

## Frühe Jahre
Maw machte 1916 seinen Bachelor of Laws an der University of Utah und dann seinen Juris Doctor an der Northwestern University in Chicago. Durch den Ersten Weltkrieg unterbrach er sein Studium und verpflichtete sich in der US Army, wo er von 1917 bis 1919 als Fähnrich und Kaplan tätig war. Von 1923 bis 1940 praktizierte er als Anwalt und unterrichtete an der University of Utah. Ferner war er dort von 1928 bis 1936 als Dekan tätig.
Seine politische Laufbahn begann er mit seiner Wahl in den Senat von Utah, wo er zehn Jahre tätig war. Außerdem war er von 1934 bis 1938 Präsident des Senats. Ferner kandidierte er erfolglos 1934 um einen Sitz im US-Senat und um eine demokratische Gouverneursnominierung für die Wahl von 1936. Die Gründe für seine letzte Niederlage oblagen zum Teil in der Tatsache, dass die Parteiführer seine Befürwortung der Gewerkschafts- und Pensionsgesetze ablehnten. Als Reaktion darauf förderte er Gesetze, die das Absprachesystem bei einer Parteinominierung mit einer direkten Primary ersetzen sollte, was ihm ermöglichte, sich 1940 eine Gouverneursnominierung zu sichern.

## Gouverneur von Utah
Maw bekleidete vom 6. Januar 1941 bis zum 3. Januar 1949 das Amt des Gouverneurs von Utah. Während seiner zwei Amtszeiten förderte er zunehmend Gesetze, die in einer wesentlichen Verringerung der Nutzungsraten resultierten und der Auferlegung von Regelungen, die verhindern sollten, das gewonnenes Erz aus Utah anderswo verarbeitet werden sollte. Obwohl er den Ausbau der Industrie förderte und die staatlichen anstelle der bundesstaatlichen Kontrolle in Fragen der Sozial- und Wirtschaftspolitik begünstigte, kostete ihn seine liberale Haltung gegenüber Gewerkschafts- und Wohlfahrtsgesetzen sowie der Landgewinnung seine dritte Amtszeit.

## Weiterer Lebenslauf
Nach dem Ende seiner zweiten Amtsperiode kehrte er zu seiner Tätigkeit als Anwalt zurück.
Er war mit Florence Buehler verheiratet, das Paar hatte fünf gemeinsame Kinder.